# Abd ar-Rahim Mahmud
Abd ar-Rahim Mahmud, arab. عبد الرحيم محمود (ur. 1913, zm. 13 lipca 1948 pod Nazaretem) - arabski poeta pochodzenia palestyńskiego, uczestnik powstania arabskiego w Palestynie w latach 1936–1939, zamachu stanu Raszida Alego al-Kilaniego w Iraku oraz I wojny izraelsko-arabskiej.

## Życiorys
Był Arabem z Palestyny. Brał udział w arabskim powstaniu w Palestynie w latach 1936–1939, walcząc w oddziale Abd ar-Rahima al-Hadżdża Muhammada. Po stłumieniu powstania zbiegł do Iraku, gdzie pozostał do 1941. Brał udział w zamachu stanu al-Kilaniego i oficerów o panarabskich poglądach. Opuścił Irak, kiedy rząd al-Kilaniego został obalony przez Brytyjczyków w operacji Sabine.
W 1947 Abd ar-Rahim Mahmud wziął udział w I wojnie izraelsko-arabskiej. 13 maja 1948 zginął w jednej z potyczek w rejonie Nazaretu.

## Twórczość
Mahmud był w poezji uczniem Ibrahima Tukana, z którym również się przyjaźnił. Najważniejszym tematem jego twórczości była walka palestyńskich Arabów o samodzielne państwo. W swoich wierszach wyrażał dumę z arabskiego pochodzenia, sławił kulturę arabską. Podkreślał, że czuje się członkiem jednego narodu arabskiego, dopiero później Palestyńczykiem. Pisał podniosłym, patetycznym stylem, równocześnie jego dzieła przepojone były pesymizmem i goryczą, co odróżnia jego dzieła od utworów Tukana. W wierszach upamiętniał śmierć Izz ad-Dina al-Kassama i Farhana as-Sadiego, pisał utwory na cześć Abd ar-Rahima al-Hadżdża Muhammada. Wzywał do świętej wojny i zapowiadał, że będzie w stanie poświęcić również własne życie; myśl tę wyłożył w elegii Męczennik, jednym ze swoich najpopularniejszych wierszy. W swoich patriotycznych utworach odnosił się także do wydarzeń z niedawnej historii Bliskiego Wschodu, np. I wojny światowej (sugerował, że Wielka Brytania mogła pokonać Imperium Osmańskie jedynie dzięki postawie żyjących pod panowaniem tureckim Arabów).
Obok Ibrahima Tukana i Abu Salmy uważany jest za najwybitniejszego palestyńskiego poetę lat 30 i 40. XX w., tzw. „pokolenia walki”.